# هانس برانهارت
هانس برانهارت (انگلیسی: Hans Brunhart؛ زادهٔ ۲۸ مارس ۱۹۴۵) سیاستمدار اهل لیختن‌اشتاین است. برانهارت از سال ۱۹۷۸ تا ۱۹۹۳ به عنوان نخست‌وزیر لیختن‌اشتاین خدمت کرد.